# Royal Plaza
Royal Plaza — небоскрёб на проспекте Победителей в Минске (Беларусь).

## Расположение
Здание находится на одном из главных проспектов Минска на месте бывшего кафе «Реченька» возле магазина «Ромашка». Также рядом находятся станция метрополитена «Немига», Троицкое предместье, Дворец спорта.

## История строительства
Строительство объекта началось в 2009 году. Однако только строительство началось, произошло падение крана. Рядом стоящие магазины не пострадали, так как удар прошел по касательной, также человеческих жертв не было. Причина падения — отказ системы автоматической защиты.
В октябре — ноябре 2011 года стройка была приостановлена, так как была проблема с поставкой остекления из Литвы. В январе 2012 года оставалось залить два этажа и смонтировать шпиль. Планировалось сдать объект в конце 2012 года. Позже от литовской компании было заявлено, что поставка стекла осуществляется по графику.
Наружный фасад башни и прилегающая территория были готовы к 3 июля 2012 года, по просьбе властей. Остекление башни готово на 70 %.
15 марта 2013 года в Минске бушевал ураган «Хавьер». Его сила затронула и стройку небоскрёба. От башни с высоты 22 этажа отвалился кусок стены и упал на крышу магазина. Сотрудники и посетители магазина не пострадали, также сотрудники добавили, что это не первый случай падения строительных материалов на магазин.

## Характеристика
Здание построено в едином архитектурном стиле — постмодерн.
На 1 этаже планируется разместить просторный вестибюль, на 2 — торговые помещения, на 4 — 30 —офисы. Также на 28 этаже запланирован ресторан с панорамным видом на город.
Каркас здания безригельный монолитный. Фасад — стекло (прозрачное и вентилируемое), керамогранит и гранит.

## Критика
Башня признана дисгармоничным строением. Она нарушает целостность исторических ансамблей. Однако замминистра архитектуры и строительства Беларуси заявил, что на проспекте Победителей уместно построить целый комплекс небоскрёбов.

## Галерея

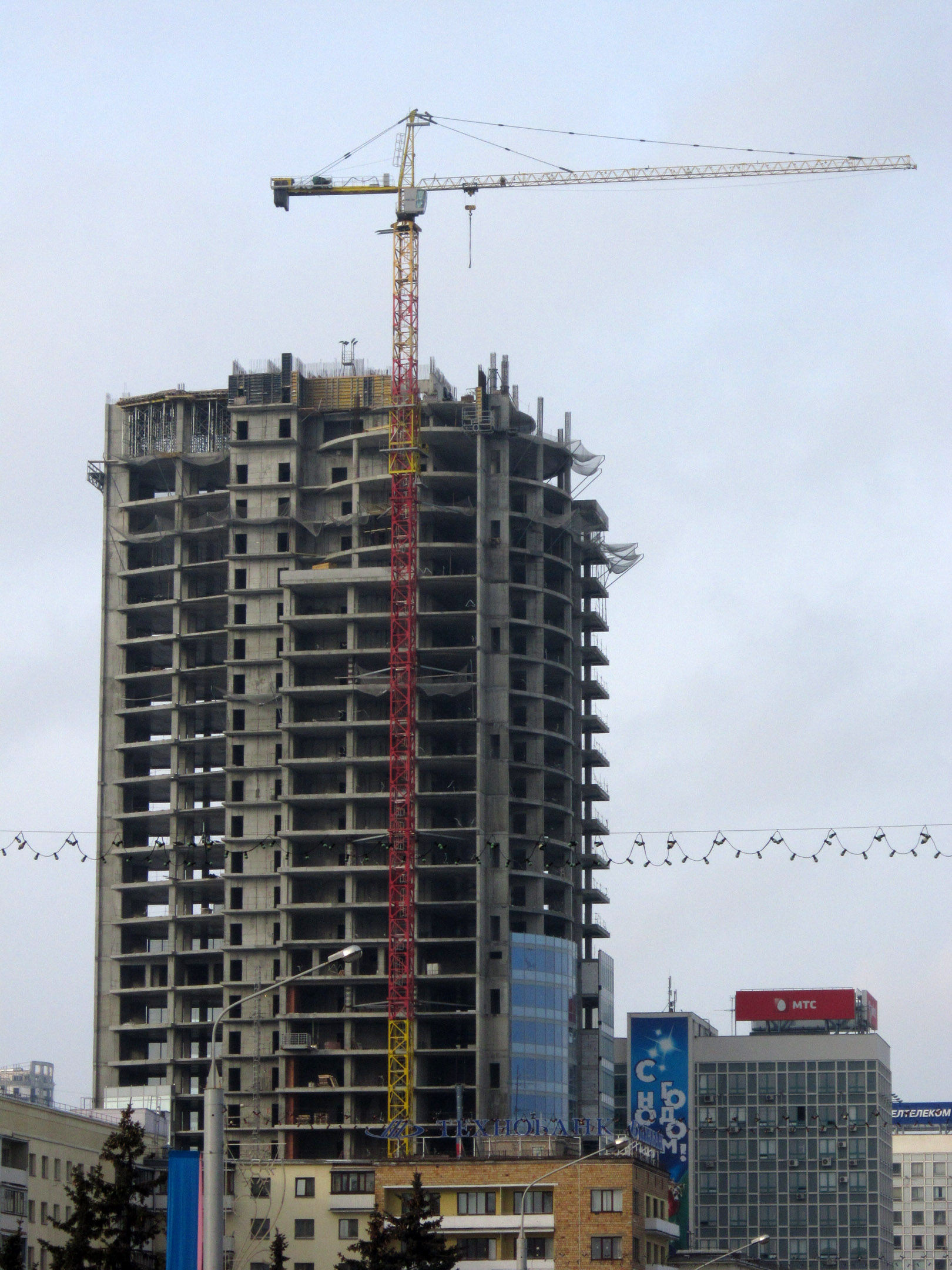
Январь 2012
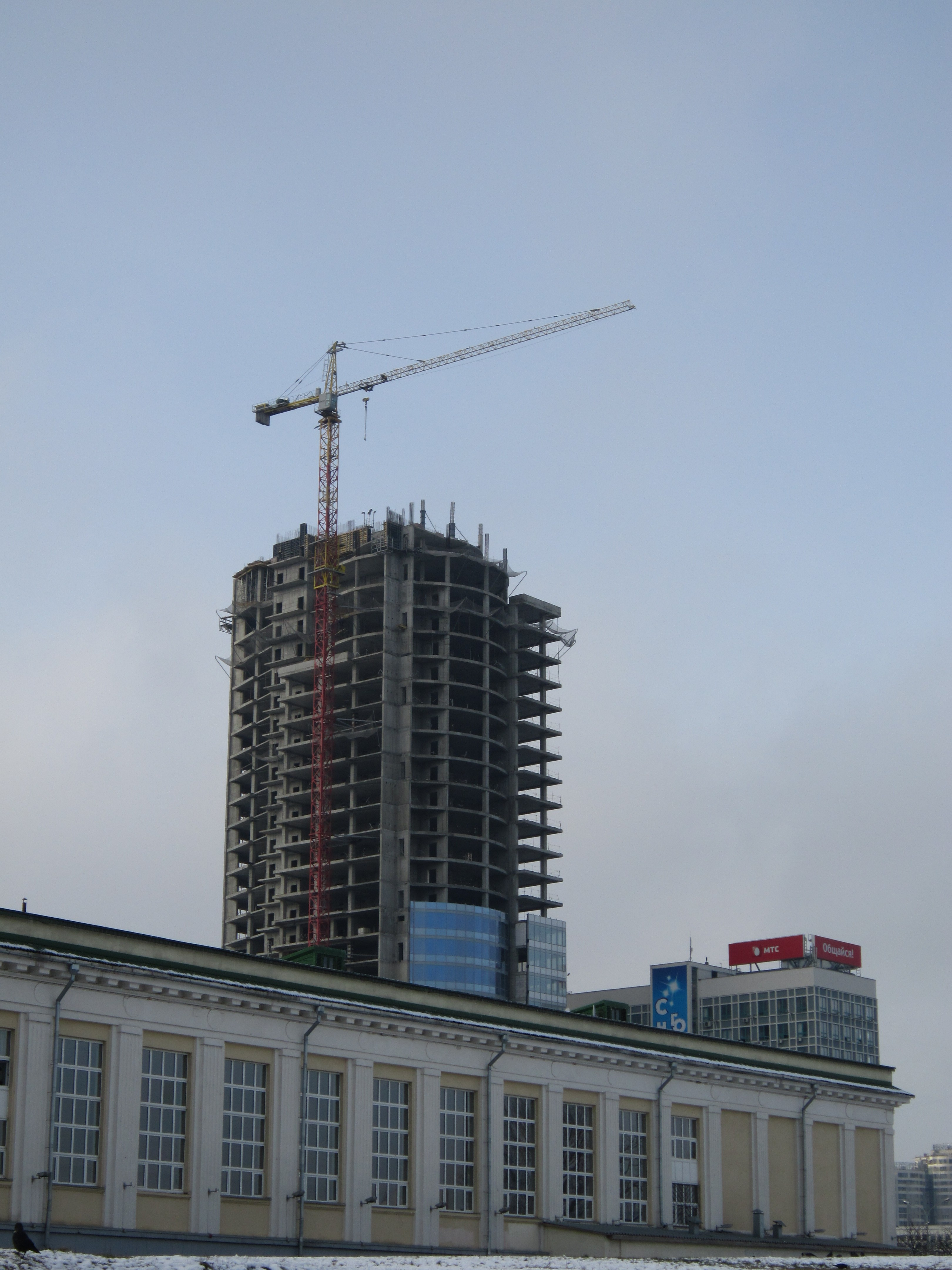
Январь 2012
Октябрь 2012